# .fi
.fi es el dominio de nivel superior geográfico (ccTLD) para Finlandia. Es operado por TRAFICOM, la Agencia Finlandesa de Transporte y Comunicaciones.

## Historia
El 4 de diciembre de 1986, se envió una solicitud para registrar un dominio de nivel superior para Finlandia por parte del Grupo de Usuarios de Unix de Finlandia en Tampere. La solicitud fue aceptada y la administración del dominio .fi fue otorgada a la Universidad de Tecnología de Tampere. Más tarde, la administración se transfirió primero a FICIX y luego a TRAFICOM.
En el pasado, TRAFICOM regulaba los dominios .fi de manera muy estricta. Los nombres de dominio solo se admitían para nombres de empresas o empresas que tenían marcas registradas. Esta política llevó a que las empresas finlandesas solicitaran dominios en otros dominios de nivel superior. La política se cambió el 1 de septiembre de 2003. Desde septiembre de 2016, cualquier persona en todo el mundo puede registrar nombres de dominio bajo el dominio .fi.
.fi era conocido entre los usuarios de Internet no finlandeses como el dominio de la remailer Penet (anon.penet.fi), un servidor operado de forma privada que permitía a los usuarios enviar correos electrónicos y mensajes de Usenet de forma anónima a principios de la década de 1990. Otra dirección .fi popular en la década de 1990 fue nic.funet.fi, uno de los servidores de archivos públicos más grandes en ese momento, lo que hizo que Finlandia fuera el único país fuera de los Estados Unidos que enviaba más datos de los que recibía.
Desde el 1 de septiembre de 2005, los dominios .fi pueden contener letras escandinavas (ä, å, ö), aunque no se recomienda que se utilicen como dominio principal. Desde el 1 de marzo de 2006, las personas particulares también pueden solicitar un nombre de dominio. Todavía se aplican algunas restricciones, por ejemplo, los nombres de empresas o marcas comerciales solo pueden ser solicitados por las empresas correspondientes.
También se puede utilizar (aunque no es muy común) para "domain hacking". Ejemplos de esto son Spotify, que tiene un "domain hack" llamado Spoti.fi.
FICORA comenzó a admitir el Sistema de Seguridad de Nombres de Dominio (DNSSEC) en los nombres de dominio .fi a finales de 2010.